# Seredinski
Seredinski (del ruso: Серединский) es un jútor del raión de Uspénskoye del krai de Krasnodar, en el sur de Rusia. Está situado al norte de la orilla derecha del río Kubán, 14 km al norte de Uspénskoye y 187 km al este de Krasnodar, la capital del krai. Tenía 130 habitantes en 2010.
Pertenece al municipio Vesiólovskoye.